# Galanthus
Sneeuwklokje (Galanthus) is een geslacht van twintig soorten bolgewassen uit de narcisfamilie (Amaryllidaceae), die in Europa en West-Azië voorkomen. In Nederland en België zijn naast het gewoon sneeuwklokje (Galanthus nivalis) in stinzenmilieus ook Galanthus elwesii en Galanthus woronowii te vinden.

## Algemeen verspreidingsgebied

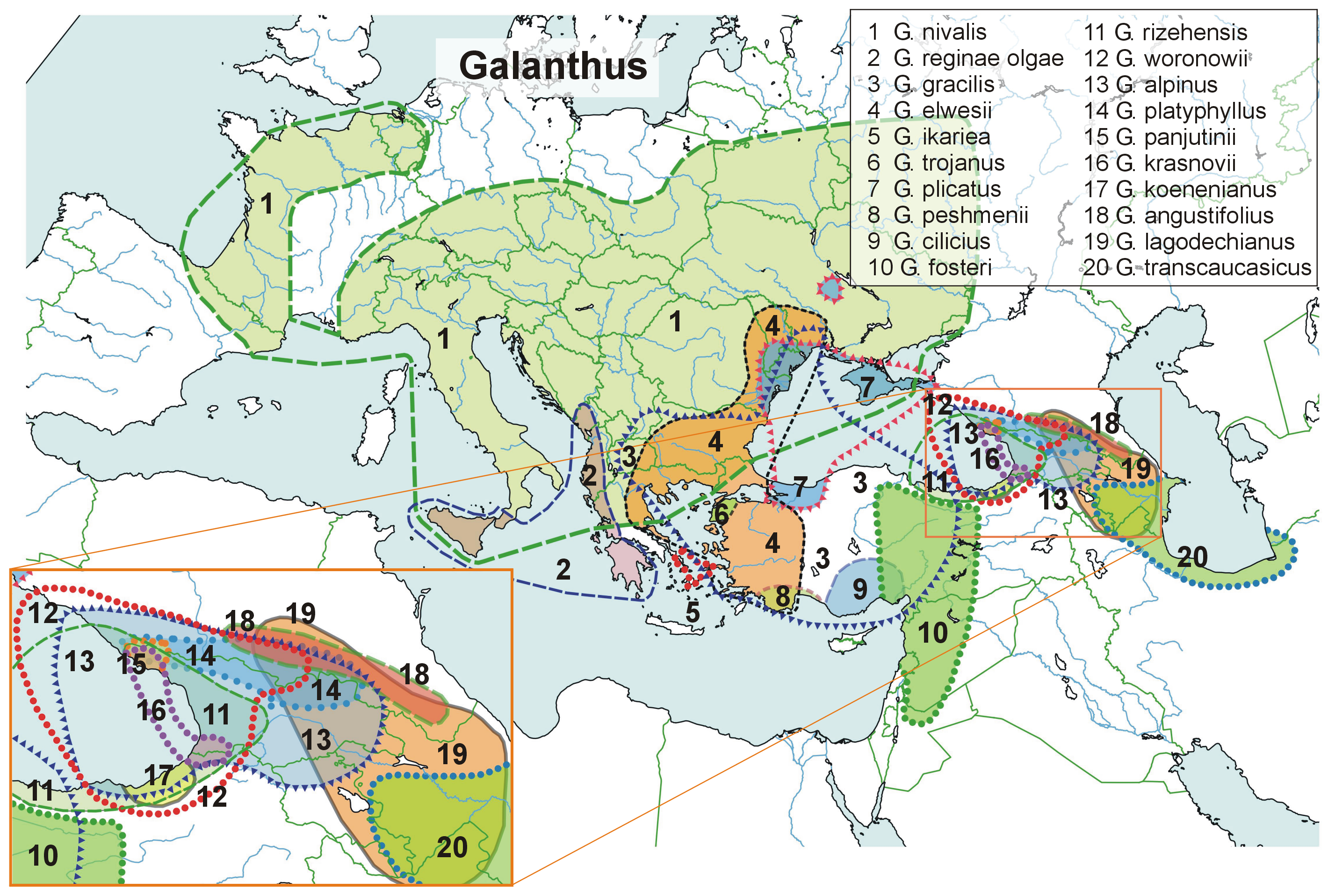
Verspreidingsgebied van 19 soorten sneeuwklokjes in Europa en West-Azië

Het verspreidingsgebied is vooral noordoost-mediterraan.
G. nivalis groeit van nature van de oevers van de Zwarte Zee tot de Pyreneeën. Deze soort heeft de meest westelijke en noordelijke verspreiding, en ook het breedste verspreidingsgebied. De plant komt zowel in het wild voort als aangeplant in tuinen. 
Veel soorten zijn afkomstig uit de Kaukasus: G. alpinus, G. angustifolius, G. krasnovii, G. lagodechianus, G. platyphyllus, G. rizehensis, G. woronowii en G. transcaucasicus. Het areaal van deze laatste soort strekt zich uit tot het zuidoosten van de Kaspische Zee in Iran, de oostelijke grens van het geslacht.
Een paar andere soorten zijn afkomstig uit Turkije: G. koenenianus in het noorden, G. trojanus in het noordwesten, G. cilicicus en G. peshmenii in het zuiden. G. fosteri groeit van Noord-Turkije tot in Libanon en misschien in Israël.
Het verspreidingsgebied van de drie volgende soorten omvat Turkije, de Balkan en de Krim: G. elwesii, G. gracilis en G. plicatus.
G. ikariae groeit slechts op de eilanden van de Egeïsche Zee.
G. reginae-olgae vindt men van het Peloponnesos tot het zuiden van Bosnië, en in Sicilië.

## Beschrijving
Sneeuwklokjes zijn bolgewassen, die een voorkeur hebben voor een kalk- en humusrijke grond in de halfschaduw.
De twee 4 tot 8 mm brede bladeren zijn blauwgroen bij Galanthus nivalis, heldergroen bij andere soorten zoals Galanthus woronowii. Galanthus cilicicus en Galanthus peshmenii, twee soorten uit Zuid-Turkije, hebben vaak meer bladeren.
De alleenstaande, melkwitte bloemen, die uit een vliezige bloeischede ontluiken, staan verheven boven de bladeren op een 15 tot 25 cm lange stengel. Ze bestaan uit zes vrije tepalen (bloembladen):
- drie buitenste melkwitte, omgekeerd eironde tot rechthoekige tepalen met afgeronde top;
- drie binnenste, veel kortere tepalen, die afgezet zijn met een of twee groene honingmerken. Ze hebben een uitgerande top, behalve bij Galanthus patyphyllus en Galanthus krasnovii, twee soorten uit de Kaukasus.

Bloemformule: * P3+3 A3+3 G(3)
De meeste soorten, zoals de gewone Galanthus nivalis, bloeien in februari – maart. Galanthus reginae-olgae en Galanthus peshmenii bloeien in de herfst. Enkele klonen van Galanthus elwesii bloeien al in december, andere bloeien tot begin april.
De zaden worden door mieren verspreid.

## Soorten
Serie Galanthus:

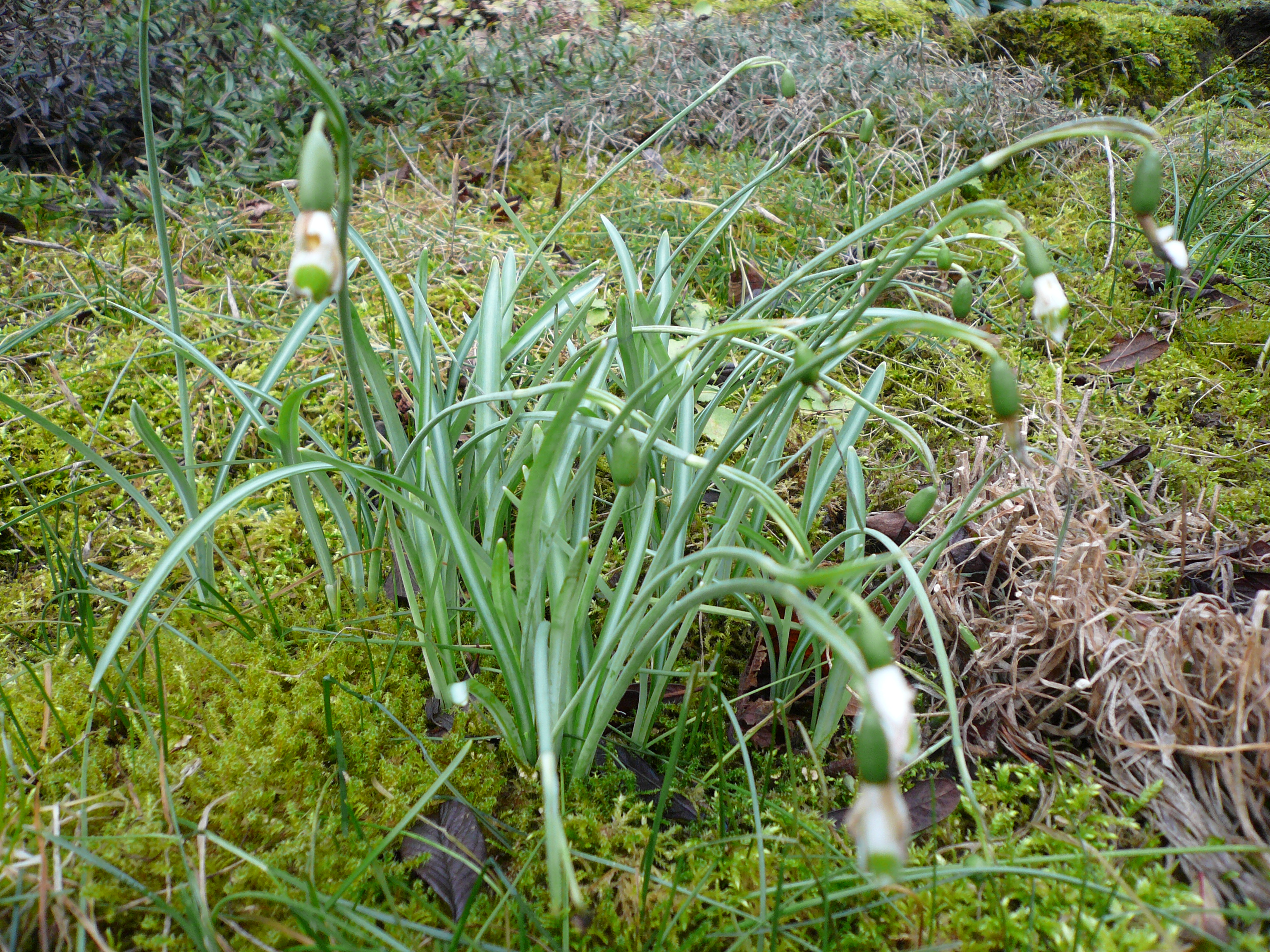
De bladeren van Galanthus reginae-olgae

- gewoon sneeuwklokje, Galanthus nivalis L., de meest verspreide soort, van de Pyreneeën tot Oekraïne, vooral in Centraal-Europa; verwilderd in Noordwest- en Noord-Europa.
- Galanthus reginae-olgae Orph., een herfstbloeiende soort uit Griekenland en Sicilië. De bladeren die na de bloei verschijnen, hebben een kenmerkende brede witte band aan de bovenkant.
  - subsp. vernalis Kamari bloeit in de winter tussen reeds aanwezige bladeren.
- Galanthus plicatus M. Bieb., een krachtige soort uit de Krim, Roemenië en van rondom de Bosporus, met naar achter geplooide bladeren; met één of twee (subsp. byzantinus (Baker) D.A. Webb) honingmerken op de binnenste tepalen

Serie Latifolii:

Drie van die soorten zijn te vinden in Zuidoost-Europa: Galanthus gracilis, Galanthus elwesii en Galanthus ikariae (Cycladen). De dertien andere soorten zijn inheems in de Kaukasus en Turkije.

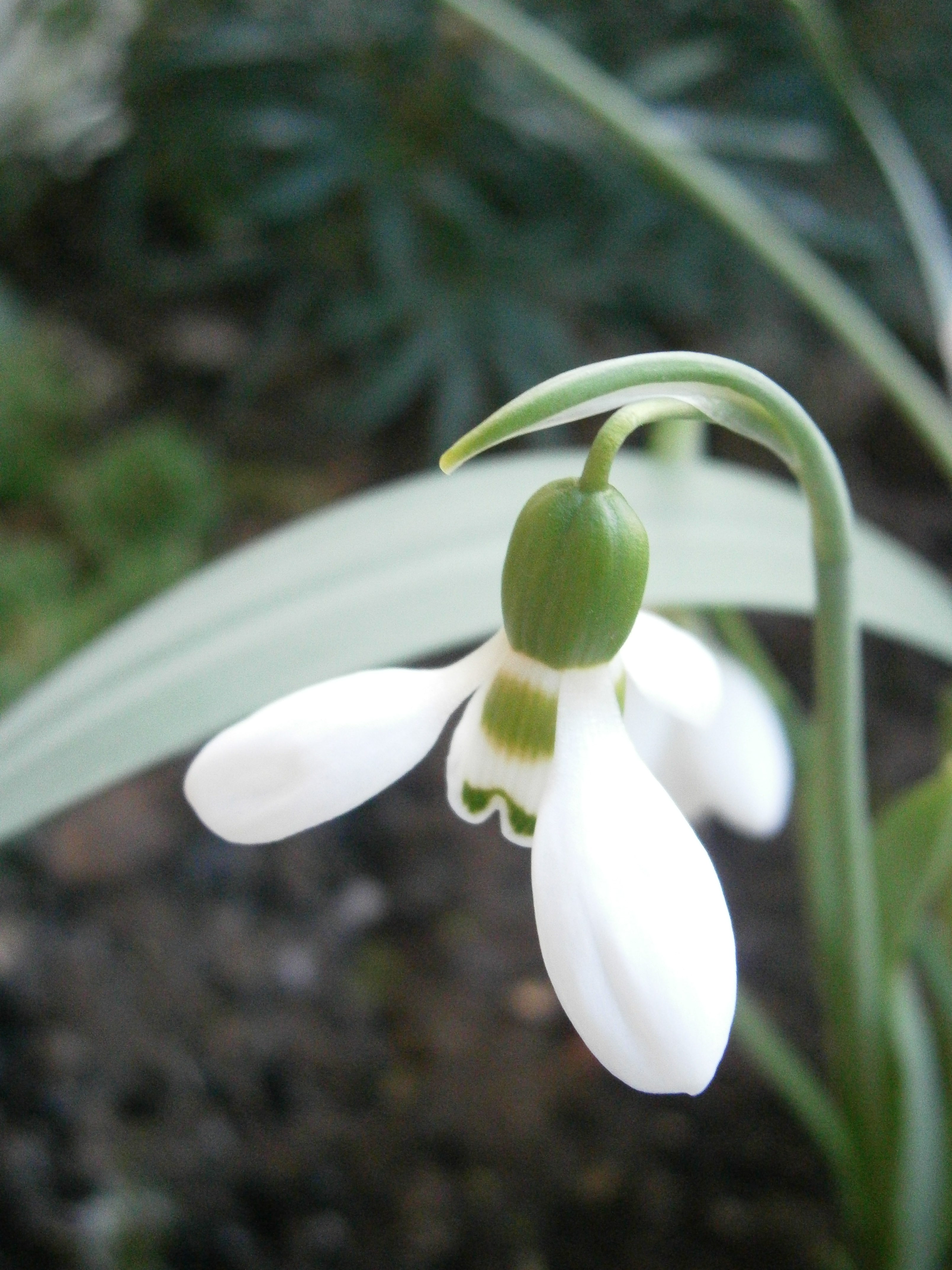
Galanthus elwesii

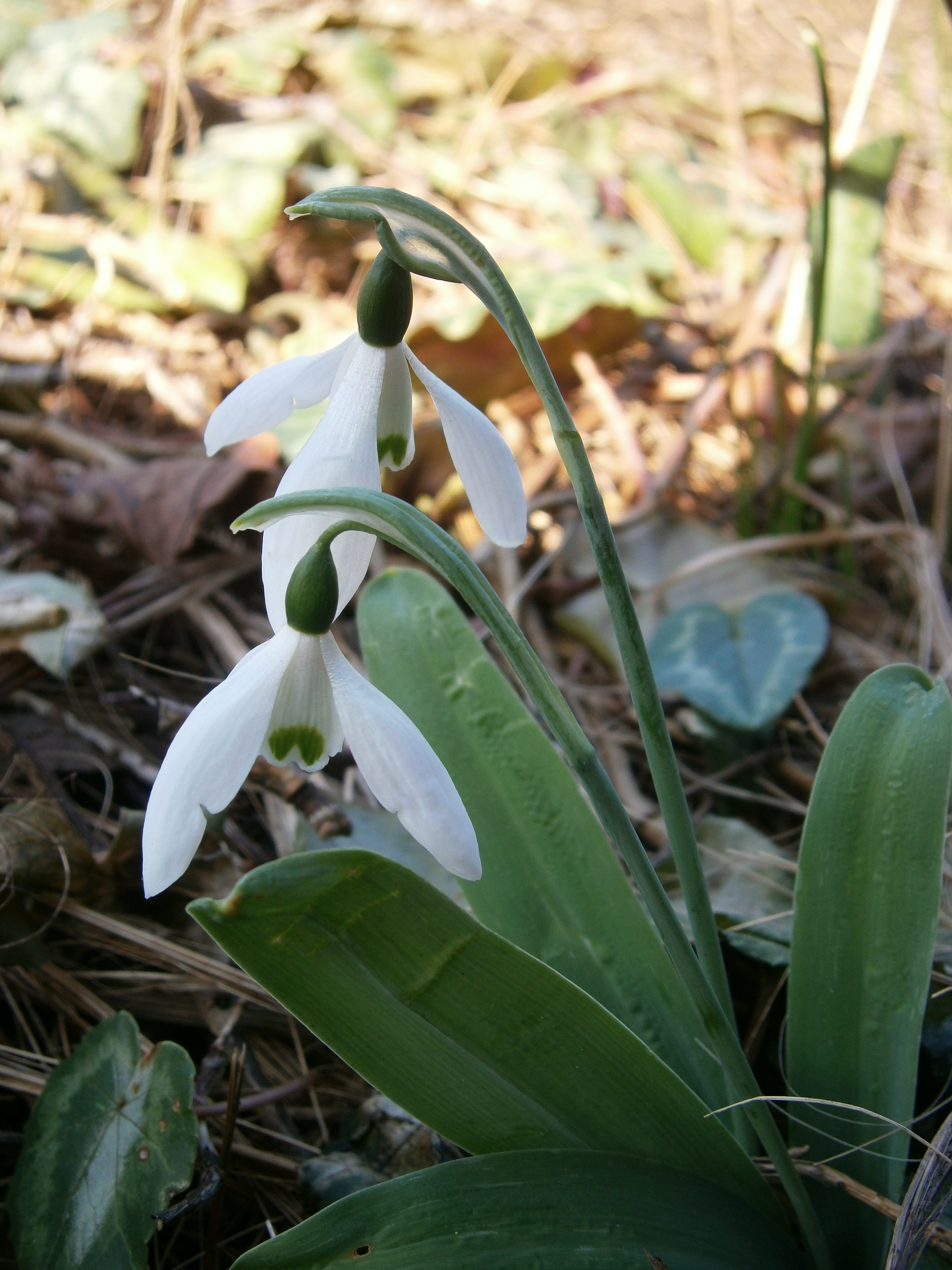
Galanthus elwesii var. monostrictus

- Subserie Glaucaefolii (met blauwgroene bladeren)
  - Galanthus alpinus Sosn., uit de Kaukasus. Niet te verwisselen met de variëteit monostictus van Galanthus elwesii!
    - Var. bortkewitschianus (Koss) A.P. Davis is een krachtige steriele triploïde.

  - Galanthus angustifolius Koss, een smalbladige soort uit de Kaukasus
  - Galanthus cilicicus Koss, een delicatere soort uit Zuid-Turkije
  - Galanthus elwesii Hook. f., een krachtige soort met brede bladeren uit de Balkan en Turkije. De binnenste tepalen hebben twee honingmerken (basaal en apicaal), die soms in een X samensmelten. Het taxon met slechts één apicaal honingmerk (var. monostictus P.D. Sell) werd vroeger ten onrechte in verband gebracht met Galanthus caucasicus (thans Galanthus alpinus).
  - Galanthus gracilis Celak, met gelijkaardige verspreiding als Galanthus elwesii heeft smallere bladeren met een gedraaid einde
  - Galanthus koenenianus Lobin, Brickell & Davis, een zeldzame soort uit Noordoost-Turkije, heeft bladeren met uitstekende nerven aan hun onderzijde
  - Galanthus peshmenii Davis & Brickell uit Zuid-Turkije en een naburig Grieks eiland bloeit in de herfst. De zeer smalle bladeren verschijnen na de bloei.

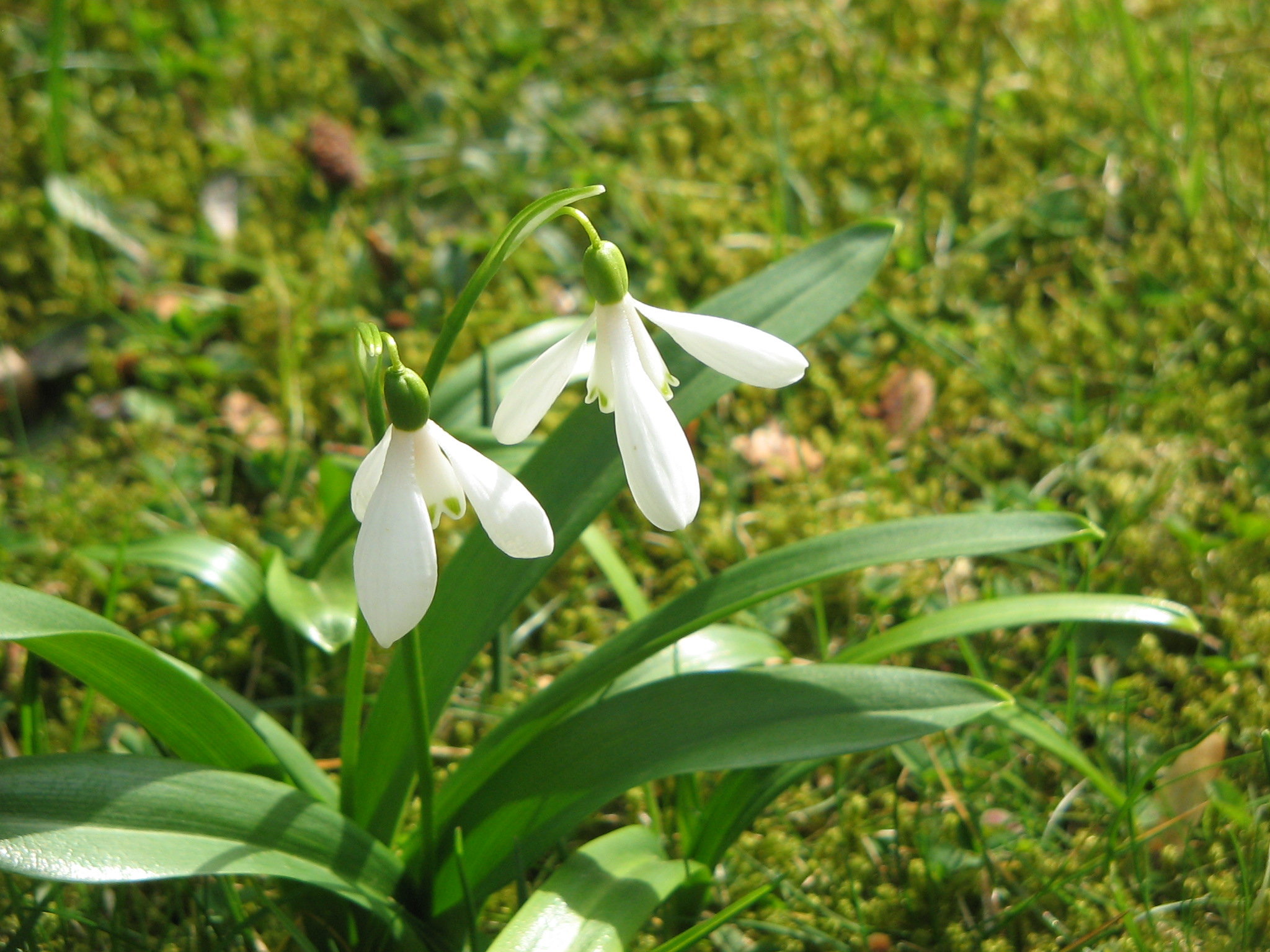
Galanthus woronowii

- Subserie Viridifolii (met groene bladeren)
  - Galanthus fosteri Baker, uit Klein-Azië; de binnenste tepalen hebben twee (basale en apicale) honingmerken
  - Galanthus ikariae Baker is endemisch op een paar Griekse eilanden
  - Galanthus lagodechianus Kem.-Nath., geografische en morfologische tussensoort tussen Galanthus rizehensis en Galanthus transcaucasicus
  - Galanthus krasnovii Khokhr., verwant aan Galanthus platyphyllus, zoals deze soort ook afkomstig uit de Kaukasus
  - Galanthus panjutinii Zubov & A.P. Davis, verwant aan Galanthus platyphyllus en Galanthus krasnovii, uit de Zuidelijke Kaukasus[3]
  - Galanthus platyphyllus Traub & Moldenke is een breedbladige soort uit de Kaukasus
  - Galanthus rizehensis Stern, langs de oostkust van de Zwarte Zee; met vrij smalle bladeren
  - Galanthus transcaucasicus Fomin, uit de Zuidelijke Kaukasus en Noord-Iran
  - Galanthus woronowii Losinsk., dikwijls gekweekt en soms verwilderd, afkomstig van de oostkust van de Zwarte Zee (en vroeger verwisseld met Galanthus ikariae) heeft naar voren geplooide bladeren.

Niet geclassificeerd:
- Galanthus trojanus Davis & Ozhatay, de "nieuwe" soort, gevonden door A.P. Davis in 2000
- Galanthus ×allenii Baker, een hybride van onduidelijke oorsprong (?G. alpinus × G. woronowii) die gevonden werd in een partij sneeuwklokjes afkomstige uit Turkije
- Galanthus ×grandiflorus Baker, een andere hybride van onzekere oorsprong (?G. elwesii × G. plicatus)

De classificatie door A.P. Davis heeft als voordeel dat zij zich baseert op objectieve en ondubbelzinnige criteria. De classificatie plaatst echter sommige soorten met zeer smalle bladeren zoals Galanthus angustifolius en Galanthus peshmenii onder de Latifolii ('met brede bladeren').

## Cultivars
Gele sneeuwklokjes:
- Galanthus nivalis 'Lutescens'. De markeringen op de bloemblaadjes en het vruchtbeginsel zijn zwavelgeel in plaats van groen. Ontdekt in Northumberland (Engeland).
- Galanthus plicatus 'Wendy's Gold'
- Galanthus nivalis 'Lady Elphinstone.' Het binnenste segment is mooi geel-abrikoos gekleurd. In sommige jaren en ook het jaar na het verplanten kan de binnenzijde gewoon groen zijn. Sir Graeme Elphinstone vond deze afwijking toen hij in 1890 verhuisde naar Heawood Hall in Cheshire.

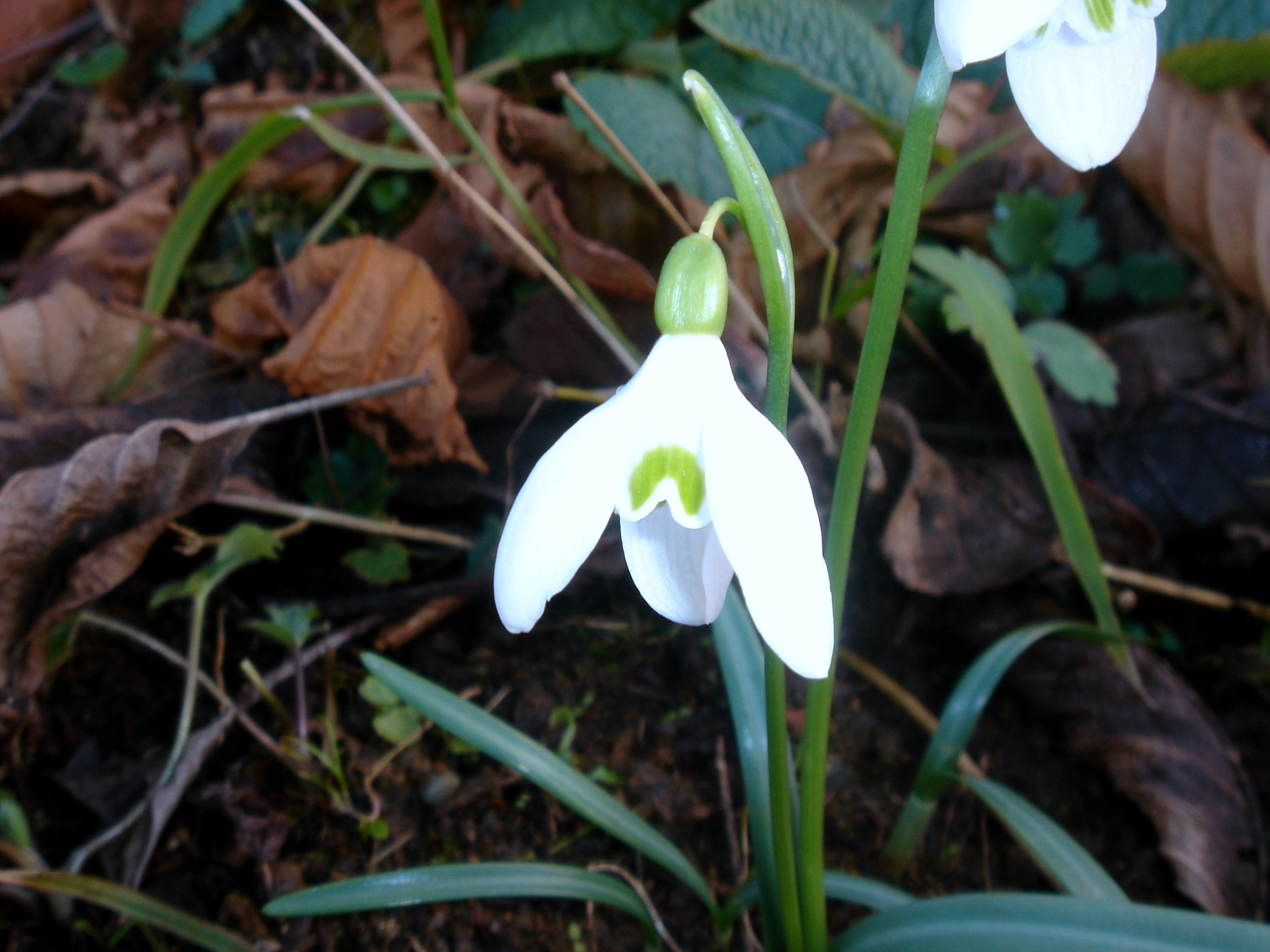
Galanthus angustifolius
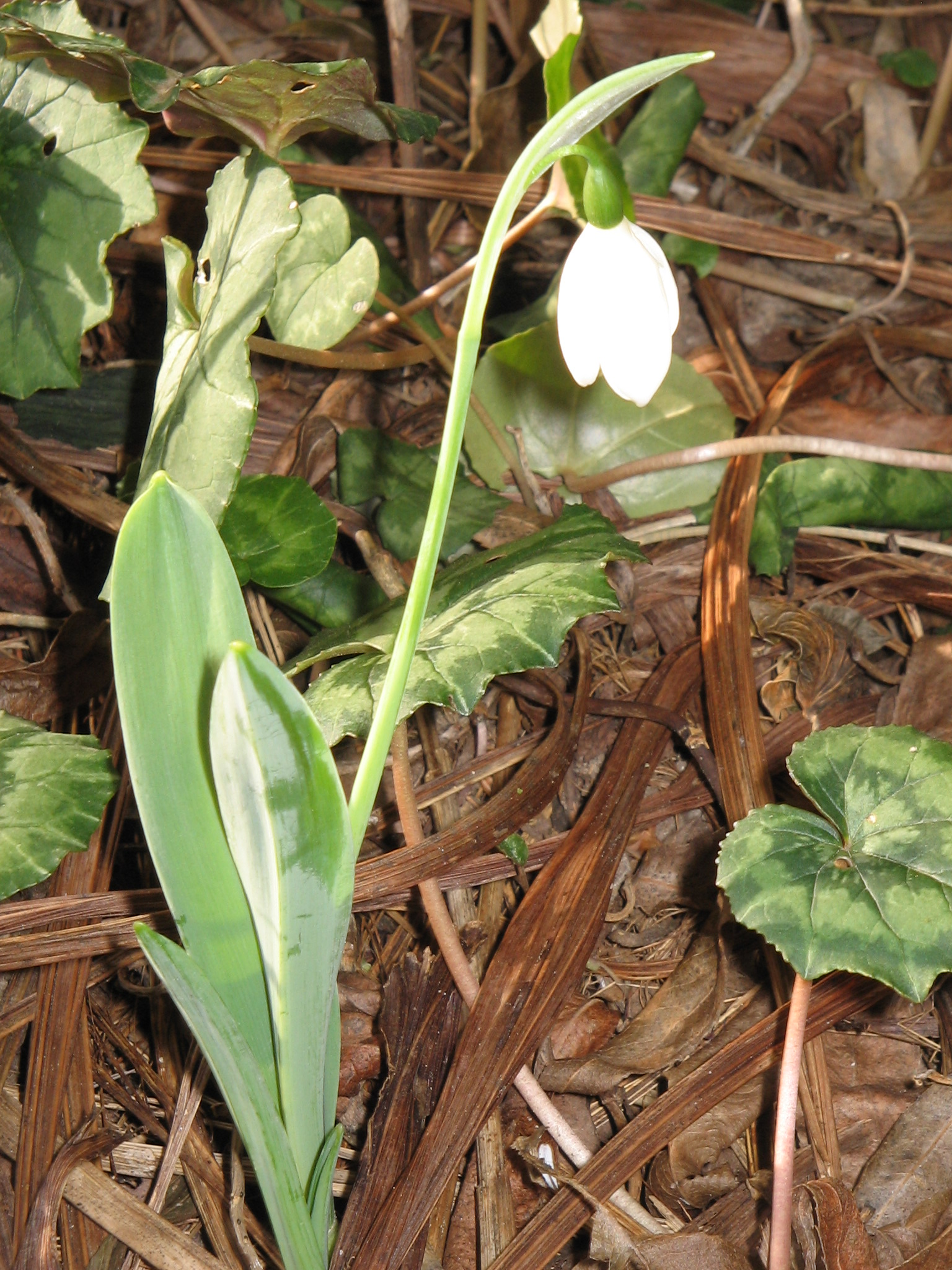
Galanthus elwesii
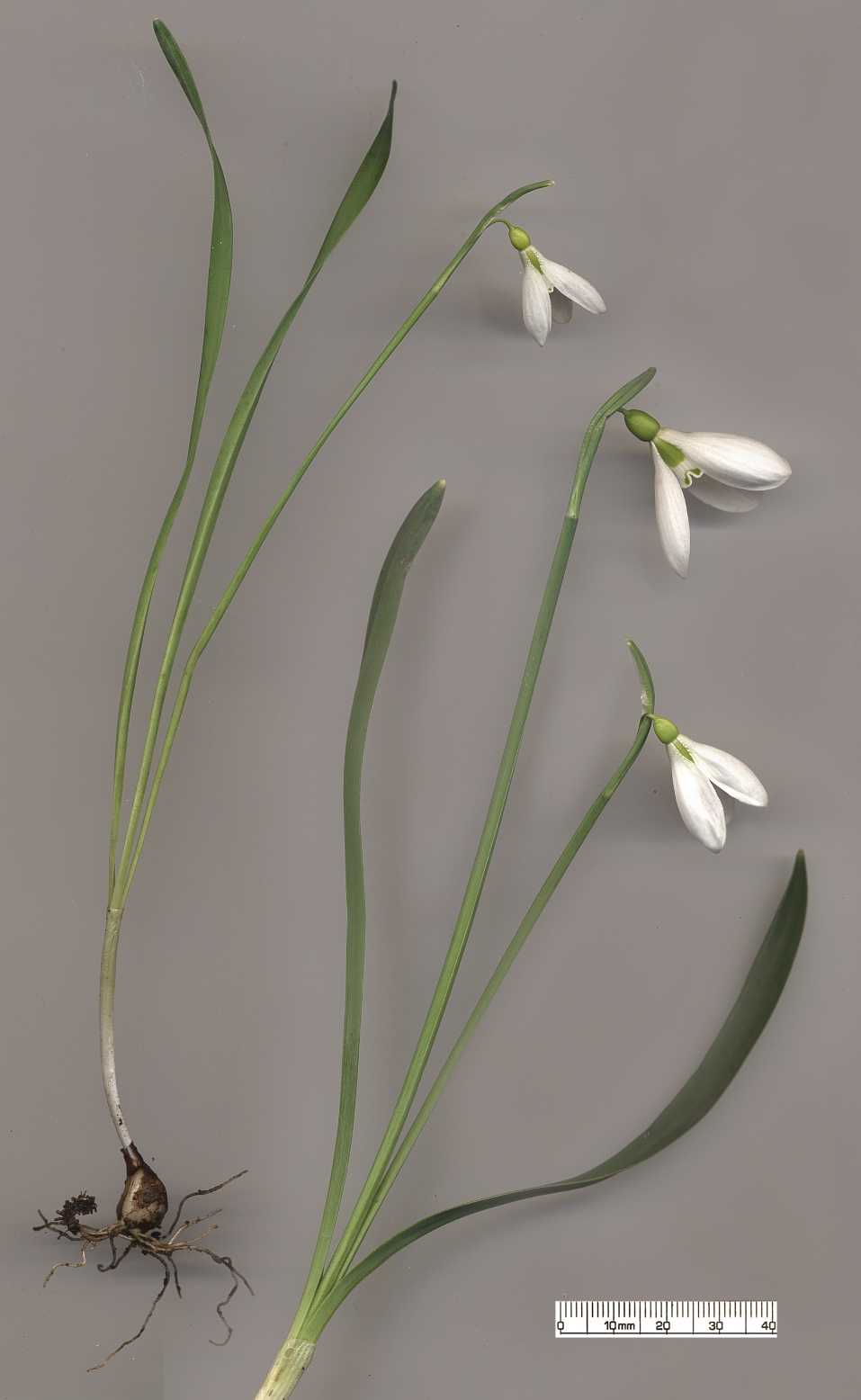
Galanthus gracilis
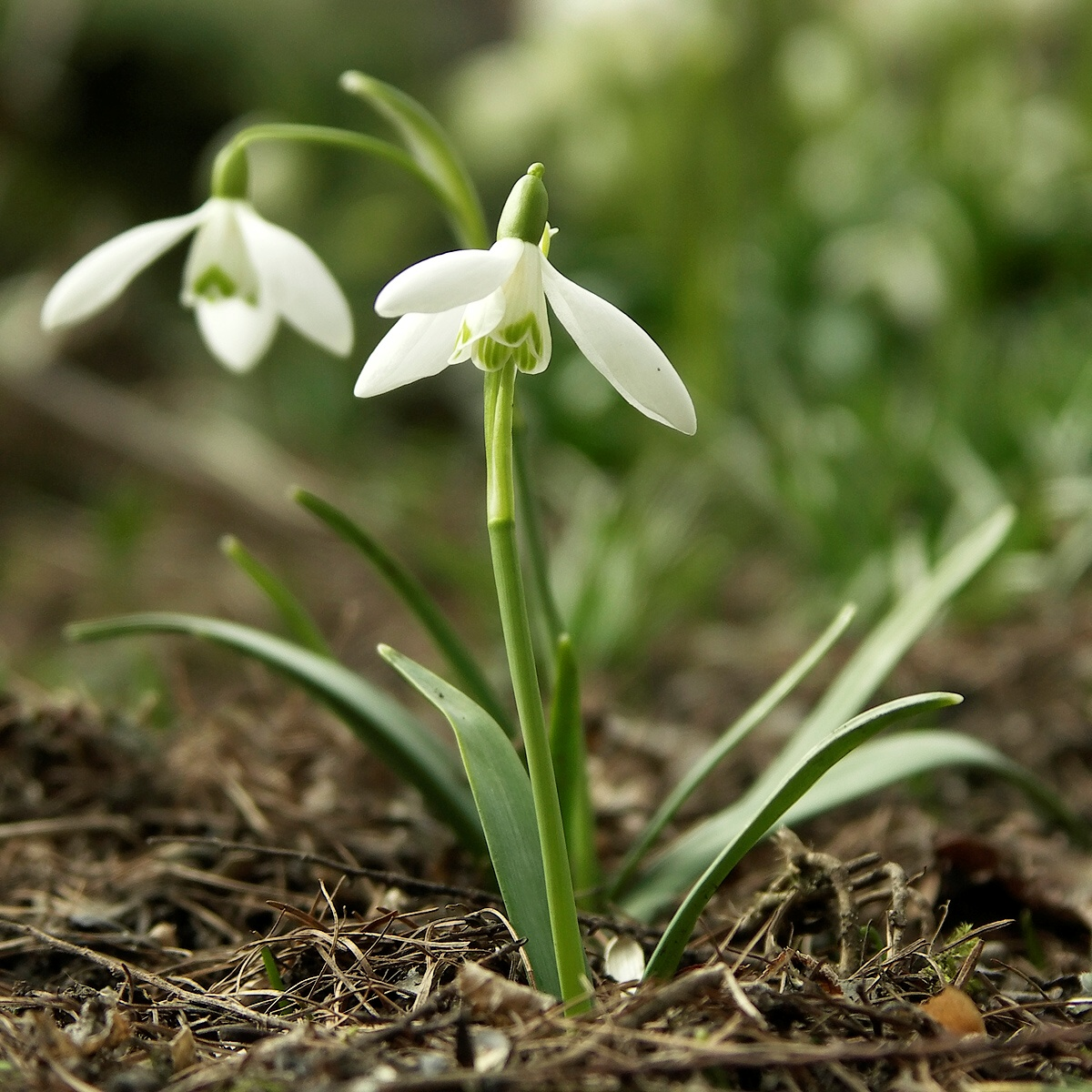
Galanthus nivalis
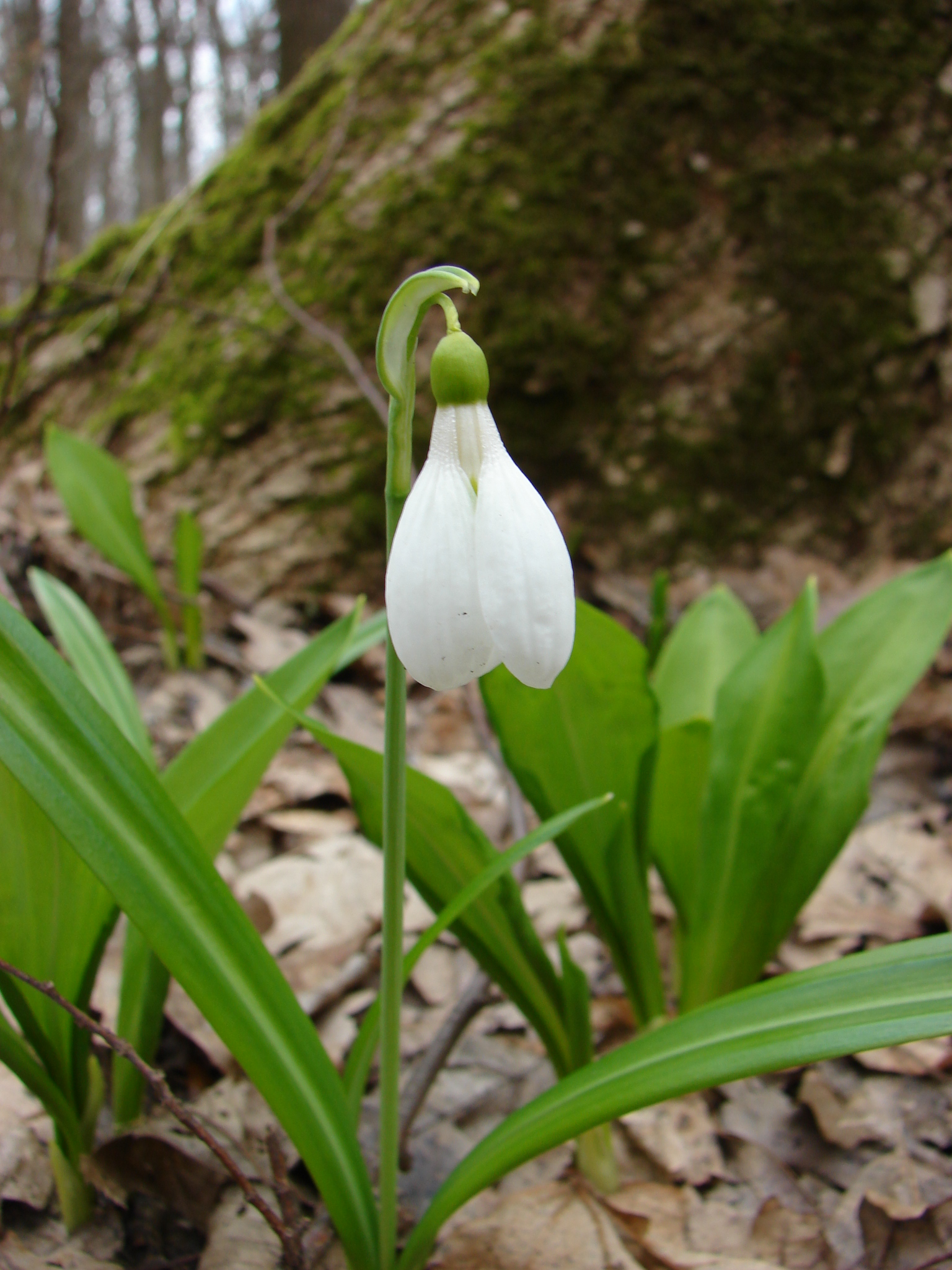
Galanthus plicatus
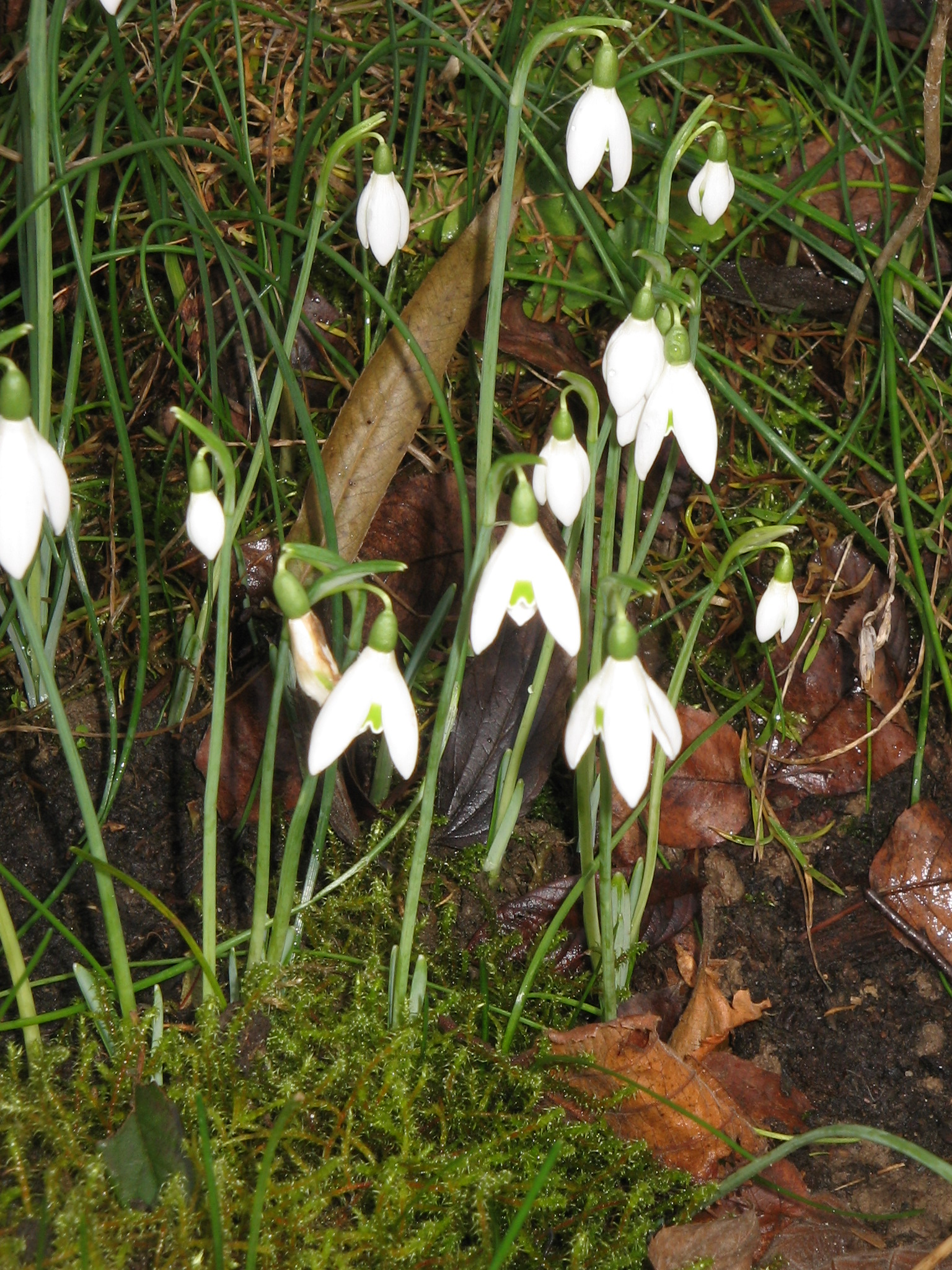
Galanthus reginae-olgae
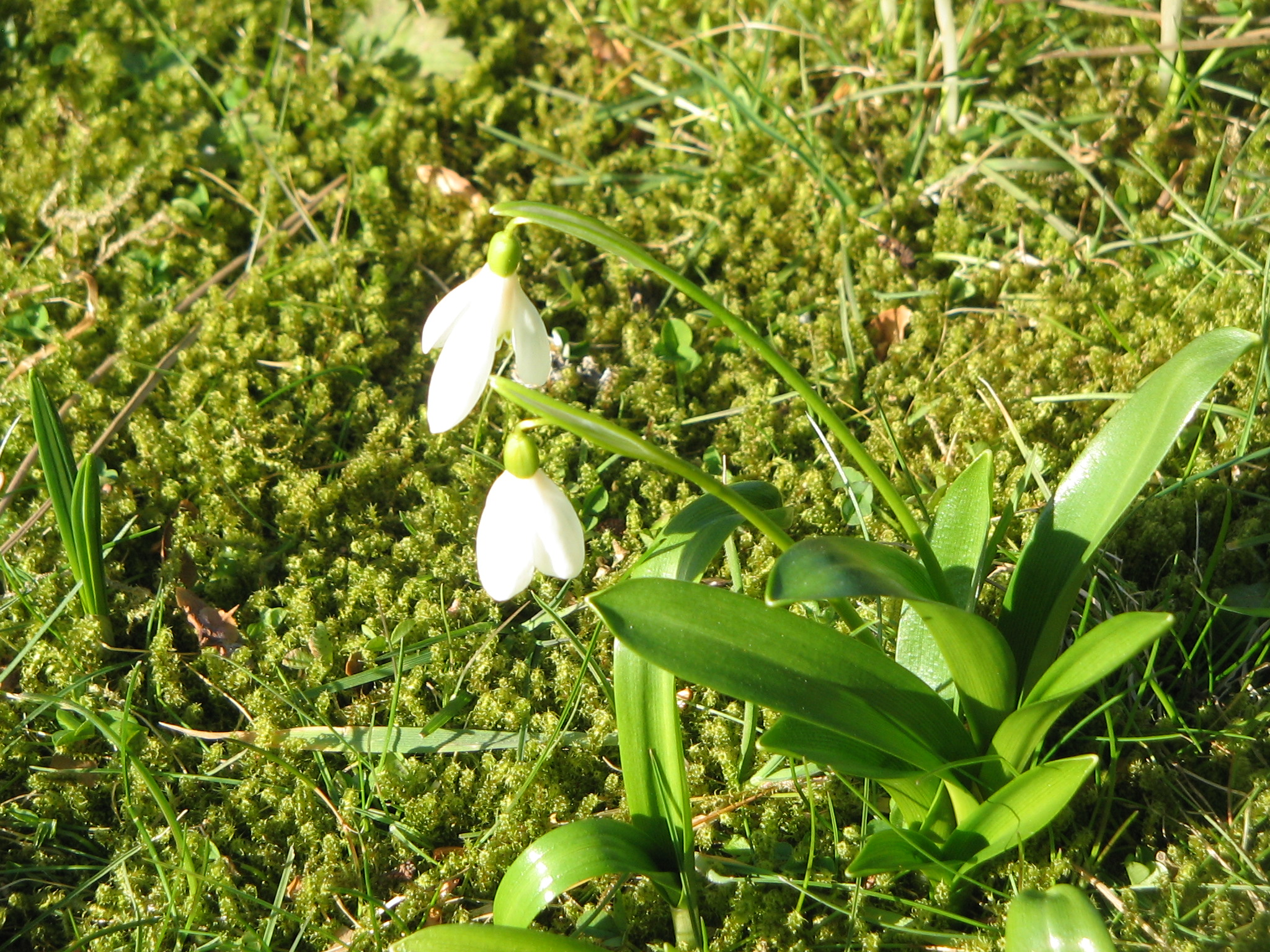
Galanthus woronowii

## Varia
- Zoals veel andere Amaryllidaceae-soorten bevat de plant giftige alkaloïden, die bij inname onder andere braken en diarree kunnen veroorzaken. Een ervan, galantamine, wordt als Reminyl® toegepast bij de behandeling van de ziekte van Alzheimer.